# Marathon van Nagoya 1994
De marathon van Nagoya 1994 werd gelopen op zondag 13 maart 1994. Het was de vijftiende editie van deze marathon. Alleen vrouwelijke elitelopers mochten aan de wedstrijd deelnemen.
De Japanse Eriko Asai finishte als eerste in 2:30.30.

## Uitslagen
| rang   | naam                  | land | tijd    |
| ------ | --------------------- | ---- | ------- |
| Goud   | Eriko Asai            | JPN  | 2:30.30 |
| Zilver | Ramilja Boerangoelova | RUS  | 2:31.12 |
| Brons  | Anna Rybicka          | POL  | 2:31.43 |
| 4      | Aiko Magome           | JPN  | 2:32.02 |
| 5      | Tani Ruckle           | AUS  | 2:34.29 |
| 6      | Alevtina Naumova      | RUS  | 2:35.03 |
| 7      | Manuela Machado       | POR  | 2:35.30 |
| 8      | Emiko Kawata          | JPN  | 2:36.33 |
| 9      | Cristina Costea       | ROU  | 2:36.51 |
| 10     | Dong-Mei Wang         | CHN  | 2:37.27 |
| 11     | Megumi Setoguchi      | JPN  | 2:38.12 |
| 12     | Akemi Yamanaka        | JPN  | 2:39.07 |
| 13     | Rie Watanabe          | JPN  | 2:40.09 |
| 14     | Teruko Oe             | JPN  | 2:40.22 |
| 15     | Naoko Murakami        | JPN  | 2:40.50 |
| 16     | Kinuyo Yoshida        | JPN  | 2:40.57 |
| 17     | Hiromi Goto           | JPN  | 2:41.13 |
| 18     | Misako Miyahara       | JPN  | 2:41.27 |
| 19     | Miya Shimizu          | JPN  | 2:41.37 |
| 20     | Chiaki Matsunaga      | JPN  | 2:42.09 |
| 21     | Mami Fukao            | JPN  | 2:43.28 |
| 22     | Akiyo Goto            | JPN  | 2:43.41 |
| 23     | Mayumi Hamada         | JPN  | 2:43.46 |
| 24     | Tomoko Murakami       | JPN  | 2:47.42 |
| 25     | Keiko Daimon          | JPN  | 2:48.12 |

1984 ·
1985 ·
1986 ·
1987 ·
1988 ·
1989 ·
1990 ·
1991 ·
1992 ·
1993 ·
1994 ·
1995 ·
1996 ·
1997 ·
1998 ·
1999 ·
2000 ·
2001 ·
2002 ·
2003 ·
2004 ·
2005 ·
2006 ·
2007 ·
2008 ·
2009 ·
2010 ·
2011 ·
2012 ·
2013 ·
2014 ·
2015 ·
2016 ·
2017